# Caleschara minuta
Caleschara minuta is een mosdiertjessoort uit de familie van de Calescharidae. De wetenschappelijke naam van de soort is voor het eerst geldig gepubliceerd in 1909 door Maplestone.